# Мігалевський Ігор Вікторович
Ігор Вікторович Мігалевський (нар. 18 березня 1985, Новояворівськ, Львівська область, УРСР) — український футболіст, нападник.

## Життєпис
Народився в місті Новояворівськ, Львівська область. Вихованець місцевих «Карпат». У складі «зелено-білих» з 2001 по 2002 рік виступав у ДЮФЛУ. У 2002 році розпочав дорослу футбольну кар'єру. На професіональному рівні дебютував у складі «Карпат-3» 30 березня 2002 року в програному (0:2) домашньому поєдинку 23-о туру групи А Другої ліги проти ФК «Красилів». Ігор вийшов на поле на 57-й хвилині, замінивши Віталія Кутника.Дебютним голом за «Карпати-3» відзначився 28 липня 2002 року на 49-й хвилині 1-о туру групи А Другої ліги проти чернівецької «Буковини». Мігалевський вийшов на поле на 46-й хвилині, замінивши Остапа Павліва. У третій команді «Карпат» зіграв 32 матчі та відзначився 2-а голами. У 2004 році підсилив «Раву». Дебютував за команду з Рави-Руської 28 березня 2004 року в нічийному (1:1) домашньому поєдинку 16-о туру групи А Другої ліги проти тернопільської «Ниви». Ігор вийшов на поле на 74-й хвилині, замінивши Ігора Дутка. Дебютним голом за «Раву» відзначився 7 квітня 2004 року на 78-й хвилині переможного (4:0) домашнього поєдинку 18-о туру групи А Другої ліги проти рівненського «Вереса». У футболці колективу з Рави-Руської відіграв два сезони, за цей час у Другій лізі провів 52 матчі та відзначився 6-а голами, ще 3 поєдинки відіграв у кубку України. З 2006 по 2007 рік захищав кольори клубів «Карпати» (Кам'янка-Бузька) та «Галичина» (Львів).
У 2007 році виїхав до Польщі, де підписав контракт зі «Спартакусом» (Шароволя), однак не зігравши жодного офіційного поєдинку перейшов до «Гетьмана» (Замостя). який виступав у Другій лізі польського чемпіонату. У 2008 році ігора орендував «Белхатув» з Екстракляси. У вищому дивізіоні польського чемпіонату зіграв 7 матчів. Після цього виступав у першолігових та друголігових клубах Польщі «Сталь» (Стальова Воля), «Спартакус» (Шароволя), «Старт» (Отвоцьк) та «Мотор» (Любін). У перервах під час виступів у Польщі повертався до України, де виступав за аматорські колективи «Самбір» та «Рух» (Винники). У 2014 році повернувся до України, де виступав за «Стандарт» (Артасів) та «Лапаївка» в чемпіонаті Львівської області. У 2015 році виїхав до Канади та підписав контракт з клубом «Торонто Атомік» з Канадської ліги сокеру. 9 травня 2015 року в поєдинку проти «Ніагари Юнайтед» відзначився дебютним голом за колектив з Торонто. У 2017 році, після розформування доролої кломанди «Торонто Атомік», залишився без клубу.